# Марчел Чолаку
Марчел Чолаку (на румънски: Marcel Ciolacu; р. 28 ноември 1967 г., Бузъу, Румъния) е румънски държавник и политик. Министър-председател на Румъния от 15 юни 2023 до 6 май 2025 г. Лидер на Социалдемократическата партия на Румъния (PSD).
|  | Тази страница частично или изцяло представлява превод на страницата „Чолаку, Марчел“ в Уикипедия на руски. Оригиналният текст, както и този превод, са защитени от Лиценза „Криейтив Комънс – Признание – Споделяне на споделеното“, а за съдържание, създадено преди юни 2009 година – от Лиценза за свободна документация на ГНУ. Прегледайте историята на редакциите на оригиналната страница, както и на преводната страница, за да видите списъка на съавторите. ВАЖНО: Този шаблон се отнася единствено до авторските права върху съдържанието на статията. Добавянето му не отменя изискването да се посочват конкретни източници на твърденията, които да бъдат благонадеждни. |